# Komsomol-Halbinsel
Die Komsomol-Halbinsel (russisch Полуостров Комсомольский Poluostrow Komsomolski) ist eine Halbinsel an der Prinzessin-Astrid-Küste des ostantarktischen Königin-Maud-Lands. Sie liegt südlich bis südwestlich der Dublitskiy Bay.
Sowjetische Wissenschaftler benannten sie nach dem Komsomol, der Jugendorganisation der Kommunistischen Partei der Sowjetunion (KPdSU).